# Бюджет Азербайджана
Бюджетная система Азербайджана состоит из государственного бюджета Азербайджана, бюджета Нахичеванской автономии и местных бюджетов.
Государственный бюджет Азербайджана — это главный финансовый документ страны для сбора и применения необходимых денежных средств для осуществления соответствующими органами государственной власти Азербайджана и органов самоуправления обязанностей и функций государства и муниципалитетов. Бюджет включает в себя годовой финансовый план. Годовой период длится с 1 января по 31 декабря. 2 июля 2002 года был принят закон Азербайджанской Республики о бюджетной системе. Нынешний закон о бюджетной системе в последний раз был дополнен и изменен 30 декабря 2016 года. Закон предусматривает установление правовой, экономической и организационной основы организации системы бюджета, устанавливает главные принципы государственного бюджета Азербайджанской Республики, местных бюджетов и внебюджетных государственных фондов. Кроме того, закон устанавливает основы составления и утверждения бюджета, исполнение бюджета и контроль за его исполнением.
Проект государственного бюджета Азербайджанской Республики составляется Кабинетом Министров и представляется Президенту Азербайджанской Республики. Президент представляет государственный бюджет на рассмотрение в Милли Меджлис, который в свою очередь утверждает его.
Среди стран мира по доходам бюджета на 2017г. Азербайджан расположен на 76 месте.
| 76 | Азербайджан | 24,020 | 25,180 | −1 230 | 2017 |

## Основные понятия
Цель государственной бюджетной системы состоит в решении социальных, экономических, а также других программ, обеспечение сбора в порядке, установленном законодательством и применение материальных средств для реализации государственных функций.
Бюджетными доходами называются все пошлины, налоги и другие платежи, поступающие в бюджет государства, бюджет Нахичеванской АР и местные бюджеты в установленном законодательством порядке.
Бюджетные расходы — это денежные средства, которые отчисляются в соответствие с бюджетной классификацией из бюджета государства, бюджета Нахичеванской АР и местных бюджетов с целью обеспечения потребностей, предусмотренных законодательством.
Дефицитом бюджета принято называть сумму бюджетных расходов, которые не покрываются доходами, а профицитом — сумму доходов бюджета, которые превышают расходы бюджета.
Единство бюджетной системы основывается на взаимоотношениях между бюджетами через применения регулирующих источников доходов, создания целевых бюджетных фондов. А также распределения финансовых ресурсов между бюджетами разных уровней. Одинаковая бюджетная классификация, применение одинаковых бюджетных документов, отчётов об исполнении бюджета обеспечивают единство бюджетной системы.
| Год   | Доходы                  | Расходы                | Профицит (+)/Дефицит (-) |
| 1992  | 48.589.382 тыс. рублей  | 49.391.299 тыс. рублей | -801.917 тыс. рублей     |
| 1993  | 35.203.226 тыс. манат   | 61.367.055 тыс. манат  | -26.163.829 тыс. манат   |
| 1994  | 395.347 млн манат       | 587.356 млн манат      | -192.009 млн манат       |
| 1995  | 1.584.700 млн манат     | 2.141.894 млн манат    | -557.194 млн манат       |
| 1996  | 2.012.850 млн манат     | 2.409.323 млн манат    | -396.473 млн манат       |
| 1997  | 2.565.209 млн манат     | 2.943.532 млн манат    | -378.323 млн манат       |
| 1998  | 2.327.271 млн манат     | 2.641.709 млн манат    | -314.438 млн манат       |
| 1999  | 2.797.640 млн манат     | 3.257.188 млн манат    | -459.548 млн манат       |
| 2000  | 3.573.221 млн манат     | 3.819.812 млн манат    | -246.591 млн манат       |
| 2001  | 3.924.032 млн манат     | 4.037.504 млн манат    | -113.472 млн манат       |
| 2002  | 4.551.174 млн манат     | 4.658.823 млн манат    | -107.649 млн манат       |
| 2003  | 6.104.469 млн манат     | 6.172.725 млн манат    | -68.256 млн манат        |
| 2004  | 7.547.336 млн манат     | 7.510.738 млн манат    | +36.598 млн манат        |
| 2005  | 10.276.070 млн манат    | 10.703.404 млн манат   | -427.334 млн манат       |
| 2006* | 3.868.773 тыс. манат    | 3.790.123 тыс. манат   | +78.650 тыс. манат       |
| 2007  | 6 006 601 тыс. манат    | 6 086 190 тыс. манат   | -79.589 тыс. манат       |
| 2008  | 10.762.672 тыс. манат   | 10.774.234 тыс. манат  | -11.562 тыс. манат       |
| 2009  | 10.325.935 тыс. манат   | 10.503.858 тыс. манат  | -177.923 тыс. манат      |
| 2010  | 11.403.031 тыс. манат   | 11.765.920 тыс. манат  | -362.889 тыс. манат      |
| 2011  | 15.700.702 тыс. манат   | 15.397.522 тыс. манат  | +303.180 тыс. манат      |
| 2012  | 17.038.000 тыс. манат   | 17.672.000 тыс. манат  | -634.000 тыс. манат      |
| 2013  | 19.159.000 тыс. манат   | 19.850.000 тыс. манат  | -691.000 тыс. манат      |
| 2014  | 18.384.000 тыс. манат   | 20.063.000 тыс. манат  | -1.679.000 тыс. манат    |
| 2015  | 19.438.000 тыс. манат   | 21.100.000 тыс. манат  | -1.752.000 тыс. манат    |
| 2016  | 14.566.000 тыс. манат   | 16.264.000 тыс. манат  | -1.698.000 тыс. манат    |
| 2017  | 16.255.000 тыс. манат   | 16.900.000 тыс. манат  | -645.000 тыс. манат      |
| 2018  | 20.127.000 тыс. манат   | 21.047.000 тыс. манат  | -920.000 тыс. манат      |
| 2019  | 23 168 000 тыс. манат   | 25 190 000 тыс. манат  | -2 022 000 тыс. манат    |
| 2020  | 24 124 000 тыс. манат   | 27 492 200 тыс. манат  | -3 368 200тыс. манат     |
| 2021  | 25 427 000 тыс. манат   | 28 543 000 тыс. манат  | - 3 116 000 тыс. манат   |
| 2022  | 30 679 646,4 тыс. манат | 32 064 568 тыс. манат  | - 1 384 921,6 тыс. манат |
| 2023  | 33 890 500 тыс. манат   | 36 624 800 тыс. манат  | - 2 734 300 тыс. манат   |
| 2024  | 34 173 000 тыс. манат   | 36 763 000 тыс. манат  | - 2 590 000 тыс. манат   |

* В 2006 году Азербайджанский манат был деноминирован в соотношении 1:5000
** В таблице приведены данные Министерства финансов АР при принятии закона о бюджете По итогам исполнения см. Экономика Азербайджана#Государственный бюджет